# Флаг сельского поселения Смирновское (Московская область)
Флаг муниципального образования «сельское поселение Смирно́вское» Солнечногорского муниципального района Московской области Российской Федерации — опознавательно-правовой знак, служащий официальным символом муниципального образования.
Флаг утверждён 27 декабря 2007 года и внесён в Государственный геральдический регистр Российской Федерации с присвоением регистрационного номера 3835.

## Описание
Прямоугольное полотнище с отношением ширины к длине 2:3, разделённое на 12 (шесть синих и шесть белых) чередующихся волнистых клиньев, сходящихся в центре и несущее вдоль верхнего края красную полосу (шириной в 1/3 от ширины флага), в центре которой белое, наклонённое к древку, знамя на жёлтом древке.

## Обоснование символики
Флаг составлен на основании герба сельского поселения Смирновское по правилам и соответствующим традициям вексиллологии и отражает его исторические и географические особенности. 12 волнистых клиньев — основа флага поселения. Символика клинчатого деления многозначна:
— символ истока, источника (по территории поселения протекают реки Сестра, Лутосня и другие, а река Истра берёт здесь начало у деревни Коськово, входящей в состав сельского поселения Смирновское);
— символ поэтического вдохновения, исцеления, очищения;
— символ возрождения;
— сходящиеся в центре волнообразные лучи-клинья символизируют вечность бытия, устремлённость в бесконечность;
— лазурный цвет и солнечные лучи символически связывают сельское поселение с Солнечногорским муниципальным районом, флаг которого также лазурный;
— 12 клиньев — символ двенадцати наиболее крупных сёл и деревень, входящих в состав поселения: посёлки Смирновка, 2-я Смирновка, деревни Вертлино, Головково, Дулепово, Козино, Коськово, Мошницы, Новое, Тараканово, Толстяково, Шахматово;
— каждым из этих клиньев аллегорически выражена судьба разных известных и простых жителей Смирновского поселения. Среди известных жителей автор поэмы «Двенадцать» и многих других поэм и стихов Александр Блок (Шахматово); великий русский учёный-химик Дмитрий Иванович Менделеев и его дочь Любовь Дмитриевна, вышедшая замуж за А. Блока и венчавшаяся с ним в деревенской церкви Михаила Архангела (деревня Тараканово); великий русский историк и государственный деятель Василий Никитич Татищев, живший в деревне Болдино с 1746 по 1750 год. Похоронен В. Н. Татищев на деревенском погосте. Отдавая дань памяти великому русскому историку, на флаге сельского поселения присутствует часть герба Татищевых — серебряное знамя на красном поле.
Красный цвет — символ мужества, жизнеутверждающей силы и красоты, праздника, труда.
Жёлтый цвет (золото) — символ высшей ценности, богатства, урожая.
Белый цвет (серебро) — символ чистоты, совершенства, мира и взаимопонимания.
Синий цвет (лазурь) — символ чести, благородства, духовности и возвышенных устремлений.